# 台灣泡沫經濟
台灣泡沫經濟是在1980年代末期，台灣經歷的一場經濟泡沫，台灣股價从1985年7月30日的636点，在1990年時股價於2月12日漲到12682点，然後一路狂跌，到1990年10月12日，跌到2485点。房地产价格亦曾有大幅度变动，政府的公告地价1987年上涨9.74%，1988年上涨11.54%，1989年大幅上涨47.31%，到1990年更上涨103.05%。之后，便呈下降之势。

## 成因
自1960年代以來，台灣經濟迅速成長，無論個人或政府都開始累積資產。台灣所面臨的國際經濟情勢也在急劇的變化，出口貿易的國際競爭對手愈來愈多，也愈來愈強。到了1980年代初，台灣的產業結構發生了顯著的變化，農業已式微，工商業社會已形成。工資上漲，勞力密集工業也漸漸失去優勢。由于出口急剧增长，《廣場協議》後新台幣被迫升值，1990年曾最高24.62元新台幣兌換1美元。期待升值使熱錢大量湧入，市場現金充斥，無處可走，致使股市及房市畸形發展。